# 1973年アメリカグランプリ
1973年アメリカグランプリ（XVI United States Grand Prix ）は、1973年のF1世界選手権第15戦として、1973年10月7日にワトキンズ・グレン・サーキットで開催された。

## 概要
イタリアGPで3度目のワールドチャンピオンを獲得したジャッキー・スチュワートは、自身の通算100戦目となるこのレースで1973年シーズン限りの引退を決めていた。翌1974年のティレルのエースドライバーはスチュワートのナンバー2をつとめてきたフランソワ・セベールが昇格、チームメイトとしてマクラーレンのジョディー・シェクターが決まっていた。そのセベールはドライバーズランキングで3位に付けており、このレースの結果次第では2位となる可能性があった。
コンストラクターズランキングはロータスがティレルを1点差で上回っており、シーズン最終戦で決定という流れになった。
フリーランスの立場になっていたジャッキー・イクスがイソ・マールボロからスポット参戦。ビザの関係で土曜日からの参加となった。
ロニー・ピーターソンが前年スチュワートが記録したタイムを0.8秒短縮する1分39秒657を叩き出してポールポジションを獲得した。このタイムはコンピューターが算出したF1が記録可能なタイムである1分40秒（100秒）を切るものであった。

### セベールの事故死
セベール用の006は前戦カナダGPでの事故で破損していたため、オイルクーラーの位置が変更された新車の006/3に乗車していた。予選2日目の10月6日、午前のセッション終了間際の時点でセベールは予選4位に相当する1分40秒444のタイムを記録し、さらなるタイム短縮のため再度コースインした。第1コーナーの先にある登り坂の高速S字コーナー、エセスに差し掛かった時、セベールの006は突然コントロールを失ってコース右側のガードレールに衝突。その衝撃で006はコース反対側に跳ね飛ばされ、逆さまになってガードレールの真上に落ちた。直後を走っていたシェクターは即座に現場に駆け寄ったが、セベールはガードレールによって鼠径部から顎にかけて切り裂かれ即死していた。
事故を受け、この日の夜ティレルはスチュワートとクリス・エイモンの決勝レースからの撤退を決定した。

## 予選結果
| 順位  | No | ドライバー                     | コンストラクター           | タイム   | 差     |
| ----- | -- | ------------------------------ | -------------------------- | -------- | ------ |
| 1     | 2  | ロニー・ピーターソン           | ロータス・フォード         | 1:39.657 | —      |
| 2     | 10 | カルロス・ロイテマン           | ブラバム・フォード         | 1:40.013 | +0.356 |
| 3     | 1  | エマーソン・フィッティパルディ | ロータス・フォード         | 1:40.393 | +0.636 |
| 4     | 27 | ジェームス・ハント             | マーチ・フォード           | 1:40.520 | +0.863 |
| 5     | 5  | ジャッキー・スチュワート       | ティレル・フォード         | 1:40.635 | +0.978 |
| 6     | 23 | マイク・ヘイルウッド           | サーティース・フォード     | 1:40.844 | +1.187 |
| 7     | 8  | ピーター・レブソン             | マクラーレン・フォード     | 1:40.895 | +1.238 |
| 8     | 7  | デニス・ハルム                 | マクラーレン・フォード     | 1:40.907 | +1.250 |
| 9     | 24 | カルロス・パーチェ             | サーティース・フォード     | 1:41.125 | +1.468 |
| 10    | 0  | ジョディー・シェクター         | マクラーレン・フォード     | 1:41.321 | +1.664 |
| 11    | 4  | アルトゥーロ・メルツァリオ     | フェラーリ                 | 1:41.455 | +1.798 |
| 12    | 29 | クリス・エイモン               | ティレル・フォード         | 1:41.679 | +2.022 |
| 13    | 31 | ブライアン・レッドマン         | シャドウ・フォード         | 1:42.247 | +2.590 |
| 14    | 20 | ジャン＝ピエール・ベルトワーズ | BRM                        | 1:42.417 | +2.760 |
| 15    | 19 | クレイ・レガツォーニ           | BRM                        | 1:42.468 | +2.811 |
| 16    | 30 | ヨッヘン・マス                 | サーティース・フォード     | 1:42.517 | +2.860 |
| 17    | 18 | ジャン＝ピエール・ジャリエ     | マーチ・フォード           | 1:42.752 | +3.095 |
| 18    | 12 | グラハム・ヒル                 | シャドウ・フォード         | 1:42.848 | +3.191 |
| 19    | 25 | ハウデン・ガンレイ             | イソ・マールボロ・フォード | 1:43.166 | +3.509 |
| 20    | 16 | ジョージ・フォルマー           | シャドウ・フォード         | 1:43.387 | +3.730 |
| 21    | 21 | ニキ・ラウダ                   | BRM                        | 1:43.543 | +3.886 |
| 22    | 17 | ジャッキー・オリバー           | シャドウ・フォード         | 1:43.650 | +3.993 |
| 23    | 26 | ジャッキー・イクス             | イソ・マールボロ・フォード | 1:43.885 | +4.228 |
| 24    | 9  | ジョン・ワトソン               | ブラバム・フォード         | 1:43.887 | +4.230 |
| 25    | 11 | ウィルソン・フィッティパルディ | ブラバム・フォード         | 1:44.478 | +4.821 |
| 26    | 15 | マイク・ボイトラー             | マーチ・フォード           | 1:45.032 | +5.375 |
| 27    | 28 | リッキー・フォン・オペル       | エンサイン・フォード       | 1:45.441 | +5.784 |
| -     | 6  | フランソワ・セベール           | ティレル・フォード         | 1:40.444 | +0.787 |
| 出典: |    |                                |                            |          |        |

## 決勝
スタート直後ピーターソンがクラッチの操作をミスしながらも首位を走行、2位にロイテマン、予選4位のジェームス・ハントがエマーソン・フィッティパルディを抜いて3位に。この後4周目にハントが2位に浮上。以降は首位を独走するピーターソンとそれを追走するハントという展開となった。
ハントはマシンのアンダーステアに悩まされながらも終始ピーターソンを追走するが、最終的に0.668秒という僅差でピーターソンが逃げ切り、ハントは2位に終わった。これによりロータスのコンストラクターズ・チャンピオンが決定、ピーターソンはセベールを抜いてドライバーズランキング3位となった。スポット参戦のイクスは1周遅れの7位で完走した。

### 決勝結果
| 順位 | No | ドライバー                     | コンストラクター           | 周回数 | タイム/リタイヤ             | グリッド | ポイント |
| ---- | -- | ------------------------------ | -------------------------- | ------ | --------------------------- | -------- | -------- |
| 1    | 2  | ロニー・ピーターソン           | ロータス・フォード         | 59     | 1:41:15.779                 | 1        | 9        |
| 2    | 27 | ジェームス・ハント             | マーチ・フォード           | 59     | + 0.668                     | 4        | 6        |
| 3    | 10 | カルロス・ロイテマン           | ブラバム・フォード         | 59     | + 22.930                    | 2        | 4        |
| 4    | 7  | デニス・ハルム                 | マクラーレン・フォード     | 59     | + 50.226                    | 8        | 3        |
| 5    | 8  | ピーター・レブソン             | マクラーレン・フォード     | 59     | + 1:20.367                  | 7        | 2        |
| 6    | 1  | エマーソン・フィッティパルディ | ロータス・フォード         | 59     | + 1:47.945                  | 3        | 1        |
| 7    | 26 | ジャッキー・イクス             | イソ・マールボロ・フォード | 58     | + 1 Lap                     | 23       |          |
| 8    | 19 | クレイ・レガツォーニ           | BRM                        | 58     | + 1 Lap                     | 15       |          |
| 9    | 20 | ジャン＝ピエール・ベルトワーズ | BRM                        | 58     | + 1 Lap                     | 14       |          |
| 10   | 15 | マイク・ボイトラー             | マーチ・フォード           | 58     | + 1 Lap                     | 26       |          |
| 11   | 18 | ジャン＝ピエール・ジャリエ     | マーチ・フォード           | 57     | アクシデント                | 17       |          |
| 12   | 25 | ハウデン・ガンレイ             | イソ・マールボロ・フォード | 57     | + 2 Laps                    | 19       |          |
| 13   | 12 | グラハム・ヒル                 | シャドウ・フォード         | 57     | + 2 Laps                    | 18       |          |
| 14   | 16 | ジョージ・フォルマー           | シャドウ・フォード         | 57     | + 2 laps                    | 20       |          |
| 15   | 17 | ジャッキー・オリバー           | シャドウ・フォード         | 55     | + 4 laps                    | 22       |          |
| 16   | 4  | アルトゥーロ・メルツァリオ     | フェラーリ                 | 55     | + 4 Laps                    | 11       |          |
| NC   | 11 | ウィルソン・フィッティパルディ | ブラバム・フォード         | 52     | 周回数不足                  | 25       |          |
| Ret  | 0  | ジョディー・シェクター         | マクラーレン・フォード     | 39     | サスペンション              | 10       |          |
| Ret  | 30 | ヨッヘン・マス                 | サーティース・フォード     | 35     | エンジン                    | 16       |          |
| Ret  | 21 | ニキ・ラウダ                   | BRM                        | 35     | 燃料ポンプ                  | 21       |          |
| Ret  | 23 | マイク・ヘイルウッド           | サーティース・フォード     | 34     | サスペンション              | 6        |          |
| Ret  | 24 | カルロス・パーチェ             | サーティース・フォード     | 32     | サスペンション              | 9        |          |
| Ret  | 9  | ジョン・ワトソン               | ブラバム・フォード         | 7      | エンジン                    | 24       |          |
| DSQ  | 31 | ブライアン・レッドマン         | シャドウ・フォード         | 5      | Received outside assistance | 13       |          |
| Ret  | 28 | リッキー・フォン・オペル       | エンサイン・フォード       | 0      | スロットル                  | 27       |          |
| WD   | 5  | ジャッキー・スチュワート       | ティレル・フォード         | 0      | 撤退                        | 5        |          |
| WD   | 29 | クリス・エイモン               | ティレル・フォード         | 0      | 撤退                        | 12       |          |
| DNS  | 6  | フランソワ・セベール           | ティレル・フォード         |        | 予選中の事故死              |          |          |

## 第15戦終了後のランキング
|   | 順位 | ドライバー                     | ポイント |
| - | ---- | ------------------------------ | -------- |
|   | 1    | ジャッキー・スチュワート       | 71       |
|   | 2    | エマーソン・フィッティパルディ | 55       |
| 1 | 3    | ロニー・ピーターソン           | 52       |
| 1 | 4    | フランソワ・セベール           | 47       |
|   | 5    | ピーター・レブソン             | 38       |

|   | 順位 | コンストラクター       | ポイント |
| - | ---- | ---------------------- | -------- |
|   | 1    | ロータス・フォード     | 92 (96)  |
|   | 2    | ティレル・フォード     | 82 (86)  |
|   | 3    | マクラーレン・フォード | 58       |
|   | 4    | ブラバム・フォード     | 22       |
| 3 | 5    | マーチ・フォード       | 14       |

- 注：ドライバー、コンストラクター共にトップ5のみ表示。チャンピオンシップには前半8戦中ベスト7戦、後半7戦中ベスト6戦がカウントされる。ポイントはチャンピオンシップにカウントされるポイント、括弧内は総獲得ポイント。